# Biatló als Jocs Olímpics d'hivern de 1988
Als Jocs Olímpics d'Hivern de 1988 celebrats a la ciutat de Calgary (Canadà) es disputaren tres proves de biatló en categoria masculina, una de 10 km. esprint, una altra de 20 km i una altra de relleus 4x7,5 quilòmetres.
La prova de 20 km. es realitzà el dia 20 de febrer, la de 10 km. el 23 de febrer i la de relleus el 26 de febrer de 1988 a les instal·lacions de Canmore Nordic Centre Provincial Park. Hi participaren un total de 90 biatletes de 22 comitès nacionals diferents.

## Resum de medalles
| Prova                  | Or                                                                                       | Argent                                                        | Bronze                                                                    |
| 10 km. esprint detalls | Frank-Peter Roetsch                                                                      | Valery Medvedtsev                                             | Serguei Txépikov                                                          |
| 20 km. detalls         | Frank-Peter Roetsch                                                                      | Valery Medvedtsev                                             | Johann Passler                                                            |
| Equips detalls         | Unió SovièticaDmitri Vassiliev · Serguei Txépikov · Alexander Popov · Valeriy Medvedtsev | RFAErnst Reiter · Stefan Höck · Peter Angerer · Fritz Fischer | ItàliaWerner Kiem · Gottlieb Taschler · Johann Passler · Andreas Zingerle |

## Medaller
| Posició | País           | Or | Argent | Bronze | Total |
| 1       | RDA            | 2  | 0      | 0      | 2     |
| 2       | Unió Soviètica | 1  | 2      | 1      | 4     |
| 3       | RFA            | 0  | 1      | 0      | 1     |
| 4       | Itàlia         | 0  | 0      | 2      | 2     |
|         |                |    |        |        |       |
| Total   | Total          | 3  | 3      | 3      | 9     |